# Johan Gottschalk Tranæus
Johan Gottschalk Tranæus, född 1650, död 1718, var en svensk adelsman och läkare.

## Biografi
Tranæus var son till kyrkoherden i Stora Mellösa församling Gottschalk Gottschalchi Tranæus och dennes hustru  som var dotter till kyrkoherden Lundius i Lunda församling. Han blev assessor och slutade som amiralitetsmedicus vid Amiralitetskollegium i Karlskrona. Han gifte sig troligen på 1690-talet med Elsa Carlström (1668-1722) som var dotter till brukspatronen och adelsmannen Johan Carlström. Med henne fick han två döttrar. Hans ena dotter Lovisa Sofia Tranæa gifte sig den 2 april 1717 med Bengt Gustaf Geijer vilket gör att Tranæus blev farmors morfar till poeten Erik Gustaf Geijer.

## Bilder

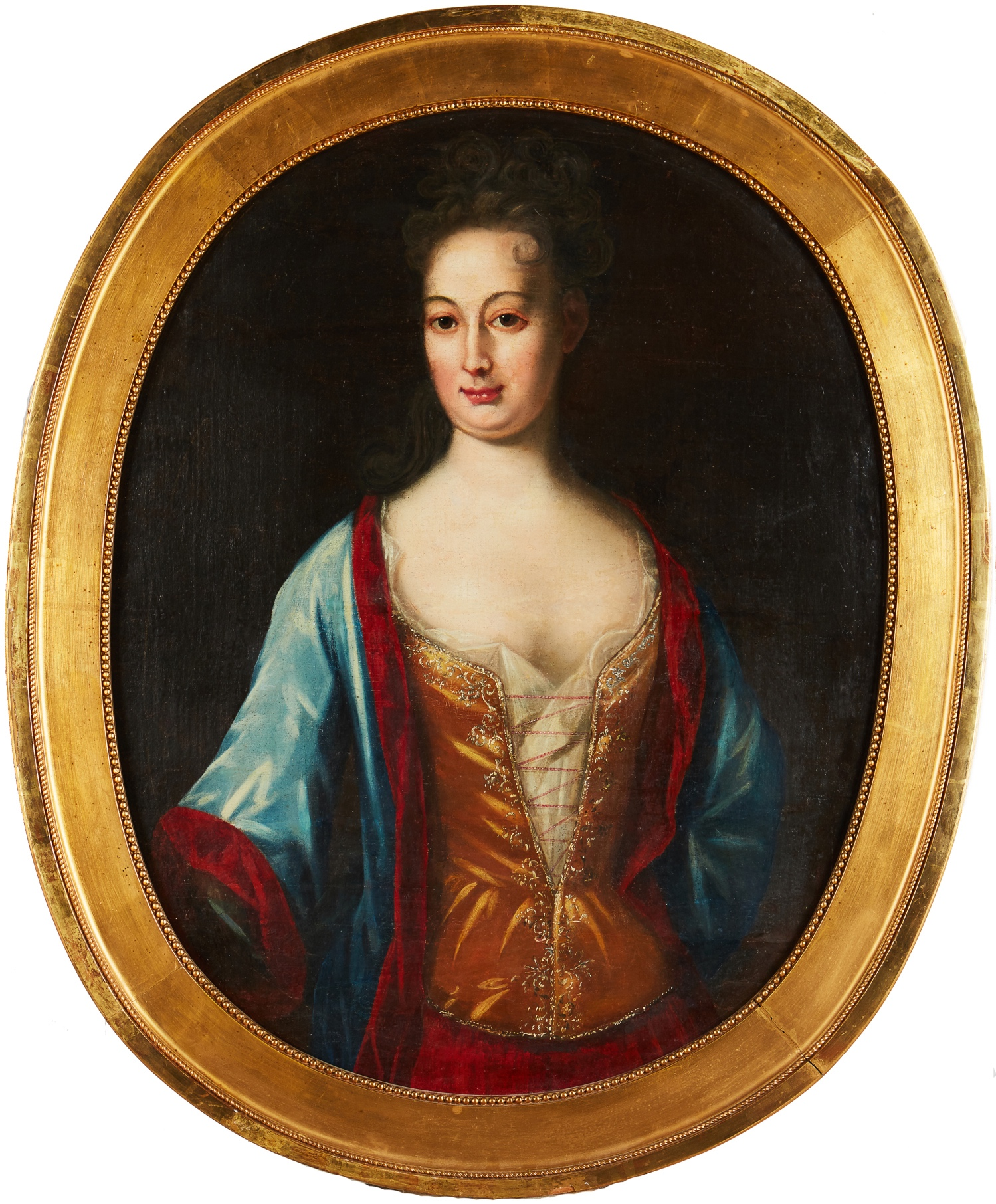
Tranæus hustru Elsa Carlström, avporträtterad 1709 av Johann Heinrich Wedekind.